# Dürrmenz (Adelsgeschlecht)

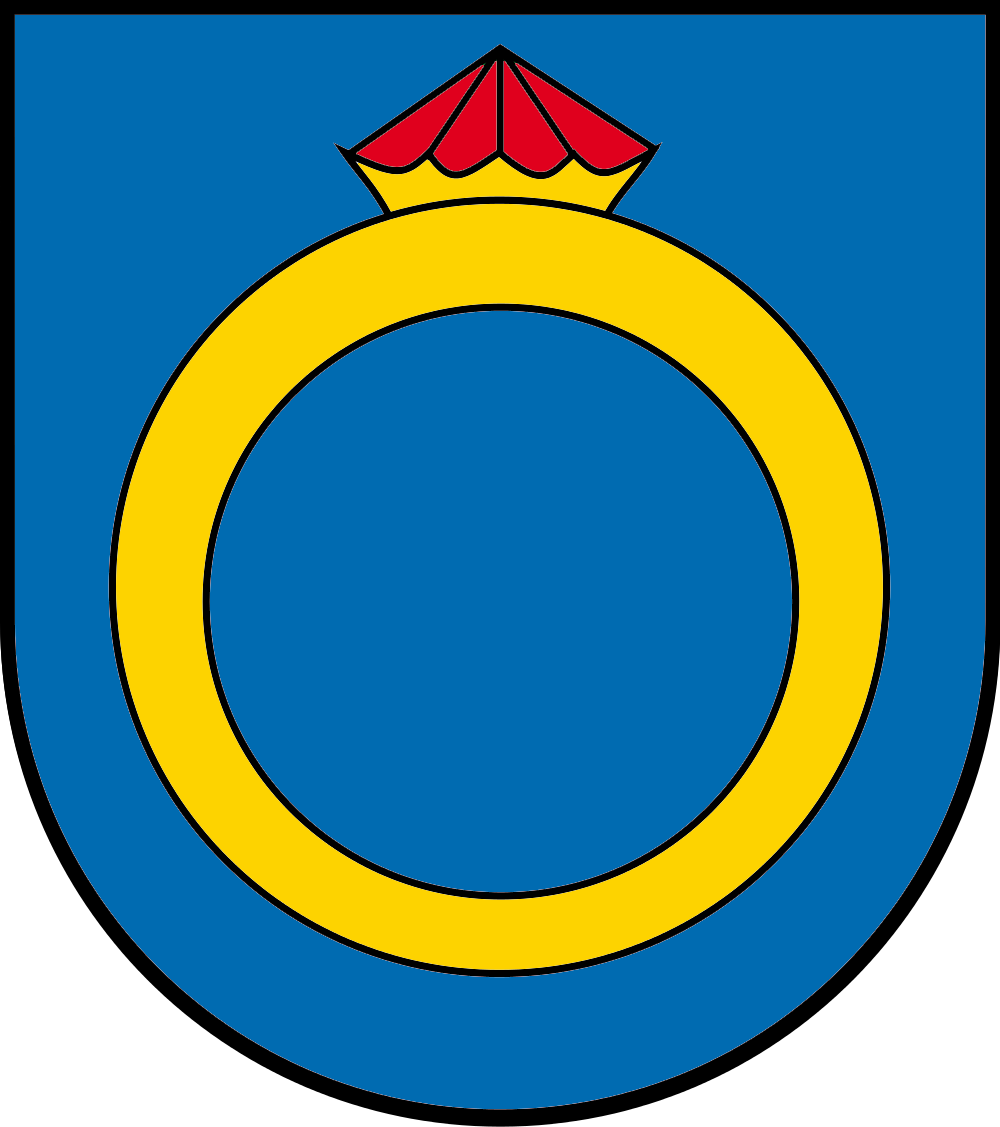
Wappen der Herren von Dürrmenz, Enzberg und Niefern

Die Herren von Dürrmenz waren ein edelfreies Adelsgeschlecht mit namengebendem Sitz in Dürrmenz an der Enz, heute ein Stadtteil von Mühlacker. Ein bedeutendes Mitglied war Ulrich I. von Dürrmenz, der Kaiser Friedrich I. als Reichskanzler diente und 1162 Bischof von Speyer wurde.

## Geschichte

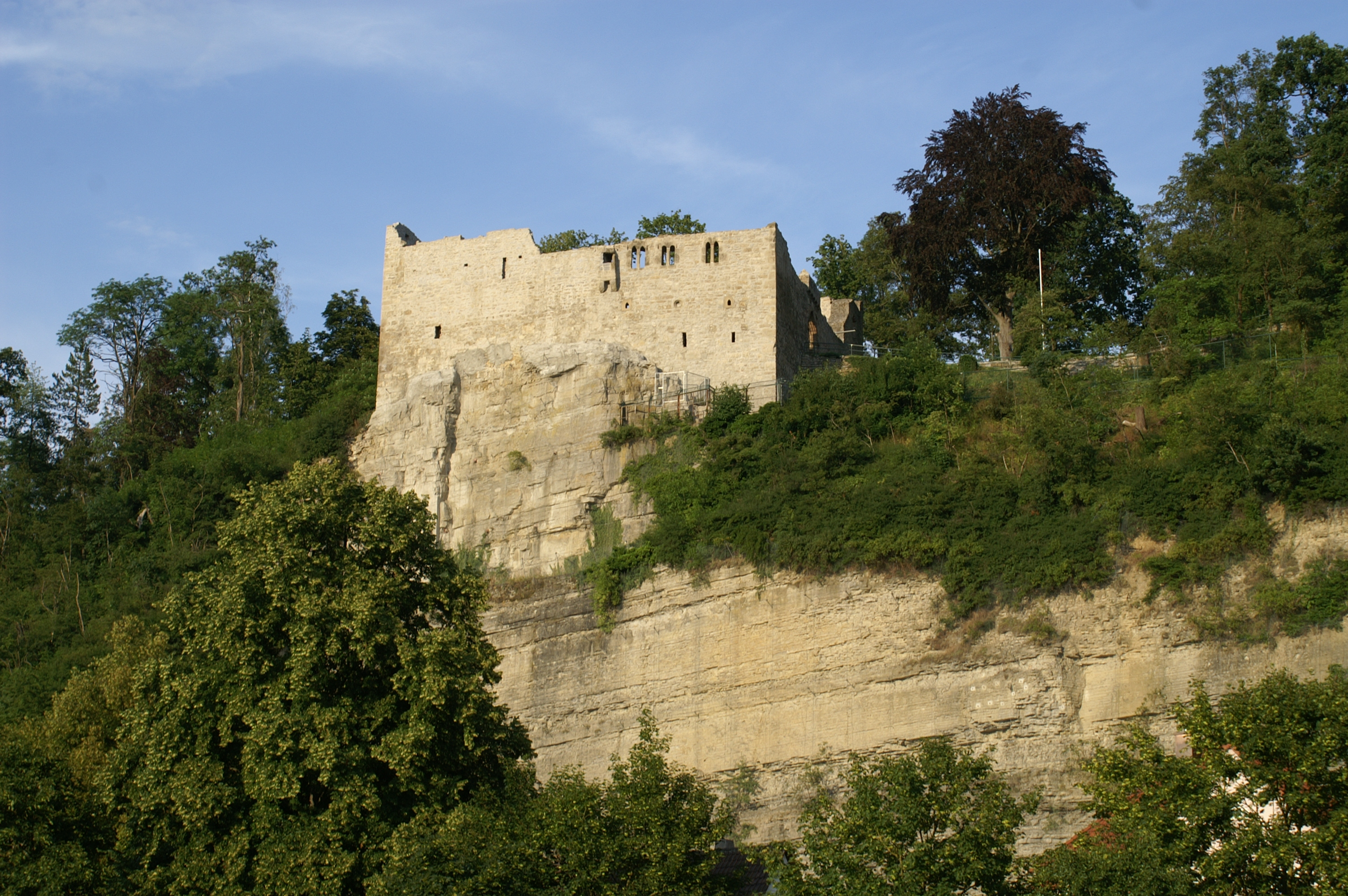
Burg über Dürrmenz, heute Ruine Löffelstelz genannt

Die Dürrmenzer waren verwandt mit den Herren von Niefern und den Herren von Enzberg. Die Verwandtschaft der drei Adelsfamilien wird aus der Verwendung des gleichen Wappens geschlossen, das einen goldenen Ring mit rotem Stein auf blauem Grund zeigt. Stammburg aller drei Geschlechter soll die ehemalige Burg Enzberg des Grafengeschlechts Zeisolf-Wolframe nahe Mühlacker gewesen sein.
Um 1150 wird die Andreaskapelle in Dürrmenz als Eigenkirche der edelfreien Ortsherren genannt. Um diese Zeit dürfte auch ihr Stammsitz, die Burg Dürrmenz, heute „Ruine Löffelstelz“, erbaut worden sein, deren kastellartige Kubatur stark der Burg Altsachsenheim ähnelt. In den 1150er Jahren diente zudem der Kapellan und Priester „Drutwin von Durminza“ dem Speyerer Bischof Günther von Henneberg bzw. dessen Propst mehrfach als Zeuge. Von 1159 bis 1161 wird ein Ulrich als Reichskanzler erwähnt, der als Ulrich I. von Dürrmenz identifiziert werden konnte. Er wurde 1162 zum Bischof von Speyer gewählt, starb am 26. Dezember 1163 und wurde im Kloster Maulbronn beigesetzt.
1282 wird ein Heinrich von Dürrmenz als Burgherr erwähnt. Um 1310 datiert ein Lehensbrief des Albrecht von Dürrmenz, Vogt von Pforzheim, für Heinz Schirsich von Dürrmenz um etliche Güter dort gegen eine jährliche Gült von 33 Malter der dreierlei Fruchten.
Ab 1365 dokumentieren zahlreiche Urkunden die Aufsplitterung des Dürrmenzer Stammguts durch Erbteilung und dessen Ausverkauf insbesondere an Kloster Maulbronn. 1482 war die Stammburg samt Zugehörde komplett in Klosterhand. Nachdem sich die verwandten Herren von Enzberg im Schleglerkrieg vergeblich gegen den Niedergang der Rittergeschlechter gestemmt hatten, gaben sie ihre Stammgüter im Enzgau auf und setzten sich bei Mühlheim an der Donau fest. Zuvor Vasallen der Grafen von Vaihingen gerieten die standorttreuen Dürrmenzer ab 1344 zunehmend in Lehensabhängigkeit vom Haus Württemberg.

## Persönlichkeiten
- Ulrich I. von Dürrmenz, Bischof von Speyer (1162–1163)